# Liste der Schachweltmeisterschaften
Diese Liste enthält alle offiziellen Schachweltmeisterschaften (seit 1886) sowie aus der Zeit davor Wettkämpfe, deren Sieger weithin als weltbester Spieler galt.
| Nr. | Jahr                                                                            | Ort                                                                             | Sieger der WM                                                                   | Gegner                                                                          | +                                                                               | =                                                                               | −                                                                               | Modus                                                                           |
| Wettkämpfe der weltbesten Spieler (keine offiziellen Schachweltmeisterschaften) | Wettkämpfe der weltbesten Spieler (keine offiziellen Schachweltmeisterschaften) | Wettkämpfe der weltbesten Spieler (keine offiziellen Schachweltmeisterschaften) | Wettkämpfe der weltbesten Spieler (keine offiziellen Schachweltmeisterschaften) | Wettkämpfe der weltbesten Spieler (keine offiziellen Schachweltmeisterschaften) | Wettkämpfe der weltbesten Spieler (keine offiziellen Schachweltmeisterschaften) | Wettkämpfe der weltbesten Spieler (keine offiziellen Schachweltmeisterschaften) | Wettkämpfe der weltbesten Spieler (keine offiziellen Schachweltmeisterschaften) | Wettkämpfe der weltbesten Spieler (keine offiziellen Schachweltmeisterschaften) |
| --- | ------------------------------------------------------------------------------- | ------------------------------------------------------------------------------- | ------------------------------------------------------------------------------- | ------------------------------------------------------------------------------- | ------------------------------------------------------------------------------- | ------------------------------------------------------------------------------- | ------------------------------------------------------------------------------- | ------------------------------------------------------------------------------- |
| | 1834                                                                            | London                                                                          | Louis de La Bourdonnais                                                         | Alexander McDonnell                                                             | 45                                                                              | 13                                                                              | 27                                                                              | sechs Zweikämpfe                                                                |
| | 1843                                                                            | Paris                                                                           | Howard Staunton                                                                 | Pierre Saint-Amant                                                              | 11                                                                              | 4                                                                               | 6                                                                               | Zweikampf                                                                       |
| | 1846                                                                            | London                                                                          | Howard Staunton                                                                 | Bernhard Horwitz                                                                | 14                                                                              | 3                                                                               | 7                                                                               | Zweikampf                                                                       |
| | 1851                                                                            | London                                                                          | Adolf Anderssen                                                                 | Marmaduke Wyvill                                                                | 4                                                                               | 1                                                                               | 2                                                                               | Turnier im K.-o.-System                                                         |
| | 1858                                                                            | Paris                                                                           | Paul Morphy                                                                     | Adolf Anderssen                                                                 | 7                                                                               | 2                                                                               | 2                                                                               | Zweikampf                                                                       |
| | 1866                                                                            | London                                                                          | Wilhelm Steinitz                                                                | Adolf Anderssen                                                                 | 8                                                                               | 0                                                                               | 6                                                                               | Zweikampf                                                                       |
| Offizielle Schachweltmeisterschaften der prä-FIDE-Ära |                                                                                 |                                                                                 |                                                                                 |                                                                                 |                                                                                 |                                                                                 |                                                                                 |                                                                                 |
| 1. | 1886                                                                            | New York, St. Louis, New Orleans                                                | Wilhelm Steinitz                                                                | Johannes Zukertort                                                              | 10                                                                              | 5                                                                               | 5                                                                               | Zweikampf, 10 Gewinnpartien                                                     |
| 2. | 1889                                                                            | Havanna                                                                         | Wilhelm Steinitz                                                                | Michail Tschigorin                                                              | 10                                                                              | 1                                                                               | 6                                                                               | Zweikampf, 20 Partien                                                           |
| 3. | 1890                                                                            | New York                                                                        | Wilhelm Steinitz                                                                | Isidor Gunsberg                                                                 | 6                                                                               | 9                                                                               | 4                                                                               | Zweikampf, 20 Partien                                                           |
| 4. | 1892                                                                            | Havanna                                                                         | Wilhelm Steinitz                                                                | Michail Tschigorin                                                              | 10                                                                              | 5                                                                               | 8                                                                               | Zweikampf, 20 Partien** oder 10 Gewinnpartien                                   |
| 5. | 1894                                                                            | New York, Philadelphia, Montréal                                                | Emanuel Lasker                                                                  | Wilhelm Steinitz                                                                | 10                                                                              | 4                                                                               | 5                                                                               | Zweikampf, 10 Gewinnpartien                                                     |
| 6. | 1896                                                                            | Moskau                                                                          | Emanuel Lasker                                                                  | Wilhelm Steinitz                                                                | 10                                                                              | 5                                                                               | 2                                                                               | Zweikampf, 10 Gewinnpartien                                                     |
| 7. | 1907                                                                            | 6 Städte in den USA                                                             | Emanuel Lasker                                                                  | Frank Marshall                                                                  | 8                                                                               | 7                                                                               | 0                                                                               | Zweikampf, 8 Gewinnpartien                                                      |
| 8. | 1908                                                                            | Düsseldorf, München                                                             | Emanuel Lasker                                                                  | Siegbert Tarrasch                                                               | 8                                                                               | 5                                                                               | 3                                                                               | Zweikampf, 8 Gewinnpartien                                                      |
| 9. | 1910                                                                            | Wien, Berlin                                                                    | Emanuel Lasker                                                                  | Carl Schlechter                                                                 | 1                                                                               | 8                                                                               | 1                                                                               | Zweikampf, 10 Partien*                                                          |
| 10. | 1910                                                                            | Berlin                                                                          | Emanuel Lasker                                                                  | Dawid Janowski                                                                  | 8                                                                               | 3                                                                               | 0                                                                               | Zweikampf, 8 Gewinnpartien                                                      |
| 11. | 1921                                                                            | Havanna                                                                         | José Raúl Capablanca                                                            | Emanuel Lasker                                                                  | 4                                                                               | 10                                                                              | 0                                                                               | Zweikampf, 24 Partien* oder 8 Gewinnpartien; Lasker gab nach 14 Partien auf     |
| 12. | 1927                                                                            | Buenos Aires                                                                    | Alexander Aljechin                                                              | José Raúl Capablanca                                                            | 6                                                                               | 25                                                                              | 3                                                                               | Zweikampf, 6 Gewinnpartien                                                      |
| 13. | 1929                                                                            | 6 Städte in Deutschland und den Niederlanden                                    | Alexander Aljechin                                                              | Efim Bogoljubow                                                                 | 11                                                                              | 9                                                                               | 5                                                                               | Zweikampf, 6 Gewinnpartien und 15½ Punkte                                       |
| 14. | 1934                                                                            | 12 Städte in Deutschland                                                        | Alexander Aljechin                                                              | Efim Bogoljubow                                                                 | 8                                                                               | 15                                                                              | 3                                                                               | Zweikampf, 6 Gewinnpartien und 15½ Punkte                                       |
| 15. | 1935                                                                            | 13 Städte in den Niederlanden                                                   | Max Euwe                                                                        | Alexander Aljechin                                                              | 9                                                                               | 13                                                                              | 8                                                                               | Zweikampf, 6 Gewinnpartien und 15½ Punkte                                       |
| 16. | 1937                                                                            | 7 Städte in den Niederlanden                                                    | Alexander Aljechin                                                              | Max Euwe                                                                        | 10                                                                              | 11                                                                              | 4                                                                               | Zweikampf, 6 Gewinnpartien und 15½ Punkte                                       |
| FIDE-Schachweltmeisterschaften |                                                                                 |                                                                                 |                                                                                 |                                                                                 |                                                                                 |                                                                                 |                                                                                 |                                                                                 |
| 17. | 1948                                                                            | Den Haag, Moskau                                                                | Michail Botwinnik                                                               | Turnier mit 5 Teilnehmern                                                       | 10                                                                              | 8                                                                               | 2                                                                               | Rundenturnier über fünf Durchgänge                                              |
| 18. | 1951                                                                            | Moskau                                                                          | Michail Botwinnik                                                               | David Bronstein                                                                 | 5                                                                               | 14                                                                              | 5                                                                               | Zweikampf, 24 Partien*                                                          |
| 19. | 1954                                                                            | Moskau                                                                          | Michail Botwinnik                                                               | Wassili Smyslow                                                                 | 7                                                                               | 10                                                                              | 7                                                                               | Zweikampf, 24 Partien*                                                          |
| 20. | 1957                                                                            | Moskau                                                                          | Wassili Smyslow                                                                 | Michail Botwinnik                                                               | 6                                                                               | 13                                                                              | 3                                                                               | Zweikampf, 24 Partien*                                                          |
| 21. | 1958                                                                            | Moskau                                                                          | Michail Botwinnik                                                               | Wassili Smyslow                                                                 | 7                                                                               | 11                                                                              | 5                                                                               | Zweikampf, 24 Partien*                                                          |
| 22. | 1960                                                                            | Moskau                                                                          | Michail Tal                                                                     | Michail Botwinnik                                                               | 6                                                                               | 13                                                                              | 2                                                                               | Zweikampf, 24 Partien*                                                          |
| 23. | 1961                                                                            | Moskau                                                                          | Michail Botwinnik                                                               | Michail Tal                                                                     | 10                                                                              | 6                                                                               | 5                                                                               | Zweikampf, 24 Partien*                                                          |
| 24. | 1963                                                                            | Moskau                                                                          | Tigran Petrosjan                                                                | Michail Botwinnik                                                               | 5                                                                               | 15                                                                              | 2                                                                               | Zweikampf, 24 Partien*                                                          |
| 25. | 1966                                                                            | Moskau                                                                          | Tigran Petrosjan                                                                | Boris Spasski                                                                   | 4                                                                               | 17                                                                              | 3                                                                               | Zweikampf, 24 Partien*                                                          |
| 26. | 1969                                                                            | Moskau                                                                          | Boris Spasski                                                                   | Tigran Petrosjan                                                                | 6                                                                               | 13                                                                              | 4                                                                               | Zweikampf, 24 Partien*                                                          |
| 27. | 1972                                                                            | Reykjavík                                                                       | Bobby Fischer                                                                   | Boris Spasski                                                                   | 7                                                                               | 11                                                                              | 3                                                                               | Zweikampf, 24 Partien*                                                          |
| 28. | 1975                                                                            | (Manila)                                                                        | Anatoli Karpow                                                                  | Bobby Fischer                                                                   | kampflos                                                                        | kampflos                                                                        | kampflos                                                                        | Zweikampf, 10 Gewinnpartien                                                     |
| 29. | 1978                                                                            | Baguio City                                                                     | Anatoli Karpow                                                                  | 0Viktor Kortschnoi                                                              | 6                                                                               | 21                                                                              | 5                                                                               | Zweikampf, 6 Gewinnpartien                                                      |
| 30. | 1981                                                                            | Meran                                                                           | Anatoli Karpow                                                                  | Viktor Kortschnoi                                                               | 6                                                                               | 10                                                                              | 2                                                                               | Zweikampf, 6 Gewinnpartien                                                      |
| 31. | 1984                                                                            | Moskau                                                                          | Anatoli Karpow                                                                  | Garri Kasparow                                                                  | 5                                                                               | 40                                                                              | 3                                                                               | Zweikampf, 6 Gewinnpartien; abgebrochen, Karpow behielt den Titel               |
| 32. | 1985                                                                            | Moskau                                                                          | Garri Kasparow                                                                  | Anatoli Karpow                                                                  | 5                                                                               | 16                                                                              | 3                                                                               | Zweikampf, 24 Partien*                                                          |
| 33. | 1986                                                                            | London, Leningrad                                                               | Garri Kasparow                                                                  | Anatoli Karpow                                                                  | 5                                                                               | 15                                                                              | 4                                                                               | Zweikampf, 24 Partien*                                                          |
| 34. | 1987                                                                            | Sevilla                                                                         | Garri Kasparow                                                                  | Anatoli Karpow                                                                  | 4                                                                               | 16                                                                              | 4                                                                               | Zweikampf, 24 Partien*                                                          |
| 35. | 1990                                                                            | New York, Lyon                                                                  | Garri Kasparow                                                                  | Anatoli Karpow                                                                  | 4                                                                               | 17                                                                              | 3                                                                               | Zweikampf, 24 Partien*                                                          |
| Klassische Schachweltmeisterschaften 1993–2004 (Weltmeister Garri Kasparow und sein Herausforderer Nigel Short trennten sich vom Schachweltverband FIDE und spielten um die WM im Namen der Professional Chess Association.) |                                                                                 |                                                                                 |                                                                                 |                                                                                 |                                                                                 |                                                                                 |                                                                                 |                                                                                 |
| | 1993                                                                            | London                                                                          | Garri Kasparow                                                                  | Nigel Short                                                                     | 6                                                                               | 13                                                                              | 1                                                                               | Zweikampf, 24 Partien*                                                          |
| | 1995                                                                            | New York                                                                        | Garri Kasparow                                                                  | Viswanathan Anand                                                               | 4                                                                               | 13                                                                              | 1                                                                               | Zweikampf, 20 Partien*                                                          |
| | 2000                                                                            | London                                                                          | Wladimir Kramnik                                                                | Garri Kasparow                                                                  | 2                                                                               | 13                                                                              | 0                                                                               | Zweikampf, 16 Partien*                                                          |
| | 2004                                                                            | Brissago                                                                        | Wladimir Kramnik                                                                | Péter Lékó                                                                      | 2                                                                               | 10                                                                              | 2                                                                               | Zweikampf, 14 Partien*                                                          |
| FIDE-Schachweltmeisterschaften 1993–2005 (Die FIDE-Schachweltmeisterschaften 1993–2005 fanden nur begrenzte Anerkennung, weil die weltbesten Spieler teilweise fehlten und der neue Modus umstritten war.) |                                                                                 |                                                                                 |                                                                                 |                                                                                 |                                                                                 |                                                                                 |                                                                                 |                                                                                 |
| | 1993                                                                            | Zwolle, Arnhem, Amsterdam, Jakarta                                              | Anatoli Karpow                                                                  | Jan Timman                                                                      | 6                                                                               | 13                                                                              | 2                                                                               | Zweikampf, 24 Partien***                                                        |
| | 1996                                                                            | Elista                                                                          | Anatoli Karpow                                                                  | Gata Kamsky                                                                     | 6                                                                               | 9                                                                               | 3                                                                               | Zweikampf, 20 Partien**                                                         |
| | 1997/98                                                                         | Groningen, Lausanne                                                             | Anatoli Karpow                                                                  | Viswanathan Anand                                                               | 2+2                                                                             | 2+0                                                                             | 2+0                                                                             | Turnier im K.-o.-System; im Finale 6 Partien***                                 |
| | 1999                                                                            | Las Vegas                                                                       | Alexander Chalifman                                                             | Wladimir Hakobjan                                                               | 2                                                                               | 3                                                                               | 1                                                                               | Turnier im K.-o.-System; im Finale 6 Partien***                                 |
| | 2000                                                                            | Neu-Delhi, Teheran                                                              | Viswanathan Anand                                                               | Alexei Schirow                                                                  | 3                                                                               | 1                                                                               | 0                                                                               | Turnier im K.-o.-System; im Finale 6 Partien***                                 |
| | 2001/02                                                                         | Moskau                                                                          | Ruslan Ponomarjow                                                               | Wassyl Iwantschuk                                                               | 2                                                                               | 5                                                                               | 0                                                                               | Turnier im K.-o.-System; im Finale 8 Partien***                                 |
| | 2004                                                                            | Tripolis                                                                        | Rustam Kasimjanov                                                               | Michael Adams                                                                   | 2+1                                                                             | 2+1                                                                             | 2+0                                                                             | Turnier im K.-o.-System; im Finale 6 Partien***                                 |
| | 2005                                                                            | San Luis                                                                        | Wesselin Topalow                                                                | Turnier mit 8 Teilnehmern                                                       | 6                                                                               | 8                                                                               | 0                                                                               | Doppelrundiges Turnier                                                          |
| Schachweltmeisterschaften nach der Überwindung der Titelspaltung |                                                                                 |                                                                                 |                                                                                 |                                                                                 |                                                                                 |                                                                                 |                                                                                 |                                                                                 |
| | 2006                                                                            | Elista                                                                          | Wladimir Kramnik                                                                | Wesselin Topalow                                                                | 3+2                                                                             | 6+1                                                                             | 3+1                                                                             | Zweikampf, 12 Partien***                                                        |
| | 2007                                                                            | Mexiko-Stadt                                                                    | Viswanathan Anand                                                               | Turnier mit 8 Teilnehmern                                                       | 4                                                                               | 10                                                                              | 0                                                                               | Doppelrundiges Turnier                                                          |
| | 2008                                                                            | Bonn                                                                            | Viswanathan Anand                                                               | Wladimir Kramnik                                                                | 3                                                                               | 7                                                                               | 1                                                                               | Zweikampf, 12 Partien***                                                        |
| | 2010                                                                            | Sofia                                                                           | Viswanathan Anand                                                               | Wesselin Topalow                                                                | 3                                                                               | 7                                                                               | 2                                                                               | Zweikampf, 12 Partien***                                                        |
| | 2012                                                                            | Moskau                                                                          | Viswanathan Anand                                                               | Boris Gelfand                                                                   | 1+1                                                                             | 10+3                                                                            | 1+0                                                                             | Zweikampf, 12 Partien***                                                        |
| | 2013                                                                            | Chennai                                                                         | Magnus Carlsen                                                                  | Viswanathan Anand                                                               | 3                                                                               | 7                                                                               | 0                                                                               | Zweikampf, 12 Partien***                                                        |
| | 2014                                                                            | Sotschi                                                                         | Magnus Carlsen                                                                  | Viswanathan Anand                                                               | 3                                                                               | 7                                                                               | 1                                                                               | Zweikampf, 12 Partien***                                                        |
| | 2016                                                                            | New York                                                                        | Magnus Carlsen                                                                  | Sergei Karjakin                                                                 | 1+2                                                                             | 10+2                                                                            | 1+0                                                                             | Zweikampf, 12 Partien***                                                        |
| | 2018                                                                            | London                                                                          | Magnus Carlsen                                                                  | Fabiano Caruana                                                                 | 0+3                                                                             | 12+0                                                                            | 0+0                                                                             | Zweikampf, 12 Partien***                                                        |
| | 2021                                                                            | Dubai                                                                           | Magnus Carlsen                                                                  | Jan Nepomnjaschtschi                                                            | 4                                                                               | 7                                                                               | 0                                                                               | Zweikampf, 14 Partien***                                                        |
| | 2023                                                                            | Astana                                                                          | Ding Liren                                                                      | Jan Nepomnjaschtschi                                                            | 3+1                                                                             | 8+3                                                                             | 3+0                                                                             | Zweikampf, 14 Partien***                                                        |
| | 2024                                                                            | Singapur                                                                        | D. Gukesh                                                                       | Ding Liren                                                                      | 3                                                                               | 9                                                                               | 2                                                                               | Zweikampf, 14 Partien***                                                        |
| *Bei unentschiedenem Ausgang sollte der amtierende Weltmeister seinen Titel behalten. **Bei unentschiedenem Ausgang sollte es zusätzliche Partien geben. ***Bei unentschiedenem Ausgang sollte es zusätzliche Partien mit verkürzter Bedenkzeit geben (Tie-Break).  Titelverteidiger (Amtierender Weltmeister zu Beginn des Turniers) |                                                                                 |                                                                                 |                                                                                 |                                                                                 |                                                                                 |                                                                                 |                                                                                 |                                                                                 |